# مسعود اسماعیل‌پور
مسعود اسماعیل‌پور (زادهٔ ۱۵ مرداد ۱۳۶۷) کشتی‌گیر پیشین اهل ایران است که در دستهٔ ۶۱ کیلوگرم کشتی آزاد فعالیت کرده‌است. اسماعیل‌پور نایب‌قهرمان مسابقات قهرمانی کشتی جهان در سال ۲۰۱۴ و برندهٔ مدال طلای بازی‌های آسیایی ۲۰۱۴ است. او همچنین قهرمان سه دورهٔ مسابقات قهرمانی کشتی آسیا در سال‌های ۲۰۱۰، ۲۰۱۴ و ۲۰۱۵ است.
اسماعیل‌پور در المپیک ۲۰۱۲ لندن نیز ملی‌پوش دستهٔ ۶۰ کیلوگرم کشتی آزاد ایران بود که در یک دیدار نزدیک به بسیک کودوخوف از روسیه باخت و باتوجه به راهیابی کودوخوف به فینال به مرحله شانس مجدد رفت اما در شانس مجدد هم یوگیشوار دات هندی باخت تا به مدال برنز دست نیابد.

## فعالیت حرفه‌ای ورزشی
اسماعیل‌پور در جویبار و زیر نظر پدرش محمود اسماعیل‌پور فعالیت در ورزش کشتی را آغاز کرد وهم قهرمان نوجوانان آسیا سال۲۰۰۵ در ژاپن است و هم قهرمان جوانان آسیا در دوحه قطر در سال ۲۰۰۸ توانست در فروردین سال ۱۳۸۷ در رقابت‌های انتخابی تیم ملی جوانان ایران قهرمان شود و سپس در مرداد همان سال در مسابقات قهرمانی جوانان جهان ۲۰۰۸ در استانبول، ترکیه شرکت کرد و با شکست دادن آلخاندرو والدس توبیر از کوبا در رقابت پایانی، قهرمان وزن ۶۰ کیلوگرم مسابقات شد و پس از این مسابقات به تیم ملی بزرگسالان ایران دعوت شد. او در همان سال در مسابقات بین‌المللی در کیف، اوکراین نیز شرکت کرد و مدال برنز را به‌دست‌آورد.

### قهرمانی آسیا ۲۰۰۹
اسماعیل‌پور پس استراحت در دور اول در دور دوم حریف قطری را شکست داد اما در دور سوم مغلوب حریف مغولی خود شد و با توجه به حضور کشتی‌گیر مغولی در دیدار پایانی، جواز حضور در دور شانس دوباره برای کسب مدال برنز را به دست آورد. او در این دور ابتدا حریف ویتنامی را شکست داد و سپس با پیروزی مقابل حریف چینی صاحب مدال برنز شد.

### قهرمانی آسیا ۲۰۱۰
مسعود اسماعیل‌پور در وزن ۶۰ کیلوگرم رقابت‌های قهرمانی آسیا ۲۰۱۰ با شکست کشتی‌گیران تایوان، قزاقستان و چین به دیدار نهایی راه یافت و در این رقابت نیز در سه وقت با نتایج یک بر یک، صفر بر یک و یک بر صفر مائدا از ژاپن را شکست داد و صاحب مدال طلای مسابقات قهرمانی آسیا شد.

### قهرمانی آسیا ۲۰۱۲
مسعود اسماعیل‌پور در وزن ۶۰ کیلوگرم مسابقات قهرمانی آسیا ۲۰۱۲ شرکت کرد و پس از استراحت در دور نخست و با شکست دادن کشتی‌گیرانی از مغولستان و تاجیکستان راهی دیدار نهایی شد و در دیدار پایانی مقابل یوگشوار دات کشتی‌گیر سرشناس هندی در سه وقت شکست خورد و صاحب مدال نقره شد.

### المپیک تابستانی ۲۰۱۲
مسعود اسماعیل‌پور در وزن ۶۰ کیلوگرم در رقابت‌های المپیک ۲۰۱۲ در لندن پس از شکست حریفانی از مکزیک و قزاقستان در دور سوم به مصاف بسیک کودوخوف از روسیه رفت و در سه وقت با نتایج ۴ بر صفر، یک بر صفر و یک بر صفر باخت و از راهیابی به نیمه‌نهایی بازماند. کودوخوف هم از رسیدن به دیدار پایانی بازماند و بدین ترتیب اسماعیل‌پور شانس کسب مدال برنز را به دست نیاورد. اسماعیل‌پور در رقابت‌های شانس مجدد مقابل یوگشوار دات هندی در سه تایم شکست خورد و فرصت رسیدن به مدال برنز را از دست داد.

### قهرمانی جهان ۲۰۱۳
در وزن ۶۰ کیلوگرم مسعود اسماعیل‌پور پس از استراحت در دور نخست در دور بعد مقابل حاجی علی‌اف از آذربایجان با حساب ۹ بر ۷ به پیروزی دست یافت. وی در دور بعد کریستوف بینکوفسکی از لهستان را با نتیجهٔ ۸ بر صفر شکست داد و در دور بعد ریس هامفری از آمریکا را در یک رقابت نزدیک با نتیجهٔ ۹–۸ شکست داد و به مرحلهٔ نیمه‌پایانی راه یافت. اسماعیل‌پور در این مرحله به مصاف بکخان گویگریف از روسیه رفت و در یک مبارزهٔ ضعیف مغلوب حریف خود شد. اسماعیل‌پور در رقابت برای کسب جایگاه سوم آرتور آراکلیان از ارمنستان را در کمتر از سه دقیقه با امتیاز فنی عالی شکست داد و جایگاه سوم و نشان برنز را از آن خود کرد.

### قهرمانی آسیا ۲۰۱۴
اسماعیل‌پور در قهرمانی آسیا ۲۰۱۴ پس از استراحت در دور نخست، در دور دوم مقابل بازار بازار گوریف از قرقیزستان با نتیجهٔ ۷ بر ۲ به برتری دست یافت. وی در دور بعدی با نتیجهٔ ۱۴ بر ۹ مقابل دولت نیازبکوف از قزاقستان به پیروزی رسید و گام به دیدار پایانی گذاشت. اسماعیل‌پور در دیدار پایانی موفق شد بجرانگ کومار از هند با امتیاز فنی عالی ۱۱ بر صفر شکست دهد و به عنوان قهرمانی وزن ۶۱ کیلوگرم مسابقات دست یابد.

### قهرمانی جهان ۲۰۱۴
مسعود اسماعیل‌پور در دور یکم و دوم حریفانی از اسلواکی و مغولستان را شکست داد، در دور سوم در یک رقابت یک طرفه ولادیمیر دابوف از بلغارستان را ۱۲ – ۱ شکست داد و در نیمه‌نهایی نیز نوری‌سلام سانایف از قزاقستان را ۱۰ بر صفر مغلوب کرد. اسماعیل‌پور در رقابت پایانی وزن ۶۱ کیلوگرم مسابقات قهرمانی جهان مقابل حاجی علی‌اف از آذربایجان به روی تشک رفت و در پایان با حساب ۱۲ بر ۷ شکست خورد تا دومین مدال نقره ایران در این رقابت‌ها را کسب کند.

### بازی‌های آسیایی ۲۰۱۴
اسماعیل‌پور در در دیدار نخست جمشید کجائف از ازبکستان را چهار بر یک شکست داد و سپس در دور دوم لی سیونگ-چول از کره جنوبی را در یک کشتی زیبا و دیدنی هفت بر دو از پیش‌رو برداشت. وی سپس در نیمه‌نهایی مقابل دائولت نیازبکوف، دارندهٔ مدال برنز جهان در سال ۲۰۱۱ و سه برنز مسابقات آسیایی از قزاقستان هشت بر سه به پیروزی دست یافت و به فینال رسید. در دیدار پایانی بازی‌های آسیایی اینچئون، کره جنوبی، مقابل بجرانگ کومار از هند به روی تشک رفت و در پایان موفق شد با پیروزی ۶ بر ۴ مقابل حریف خود گردن آویز طلا را از آن خود کند. این دومین طلای تیم کشتی ایران در این بازی‌ها بود.

### قهرمانی آسیا ۲۰۱۵
اسماعیل‌پور در وزن ۶۵ کیلوگرم پس از استراحت در در دور نخست، در دور دوم وراسینگ از سریلانکا را ۱۰ بر صفر شکست داد. وی در دور سوم و در مرحله یک‌چهارم نهایی با حساب ۸ بر ۶ پارک ریونگ هاک هوانگ از کره شمالی را شکست داد و به دور نیمه‌پایانی راه یافت و در آن‌جا با نتیجهٔ ۹ بر ۸ و با ضربه فنی روسلان پلی‌اف از ازبکستان را شکست داد و به دیدار کسب نشان طلا راه یافت. اسماعیل‌پور این رقابت مقابل توموتسوگو ایشیدا از ژاپن با نتیجهٔ یک بر یک به پیروزی رسید و صاحب مدال طلا شد.

### بازی‌های همبستگی کشورهای اسلامی ۲۰۱۷
اسماعیل‌پور در دور نخست بازی‌های اسلامی مقابل رجب منیر آکتاس از ترکیه ۲ بر یک به پیروزی رسید و در دور بعد کوات امیرتایف از قزاقستان را ۸ بر ۲ مغلوب کرد و راهی نیمه‌نهایی شد. او در این مرحله مقابل حاجی علی‌اف قهرمان جهان و دارندهٔ مدال برنز المپیک از آذربایجان با نتیجهٔ ۸ بر یک شکست خورد و راهی دیدار کسب مقام سوم شد. اسماعیل‌پور در دیدار پایانی وزن ۶۱ کیلوگرم بازی‌های همبستگی کشورهای اسلامی به مصاف صفر میرات میرادوف از ترکمنستان رفت و ۱۰ بر صفر حریفش را شکست داد و به مدال برنز رسید.